# کاترین اشمیت
کاترین اشمیت (انگلیسی: Katrin Schmidt؛ زادهٔ ۲۱ ژوئن ۱۹۸۶) بازیکن فوتبال اهل آلمان است.
از باشگاه‌هایی که در آن بازی کرده‌است می‌توان به باشگاه فوتبال زنان تیرسو، باشگاه فوتبال روزنگرد، باشگاه فوتبال هامارابی، و دیوری گردن اشاره کرد.
وی همچنین در تیم‌های ملی فوتبال Germany women's national under-21 football team و زنان سوئد بازی کرده‌است.